# Rodrigo Possebon
Rodrigo Pereira Possebon, más conocido como Rodrigo Possebon (Sapucaia do Sul, Rio Grande do Sul, 13 de febrero de 1989), es un futbolista brasileño que actualmente no tiene equipo.

## Trayectoria
Rodrigo Possebon comenzó su carrera futbolística como defensa central del Sport Club Internacional. Ahí, llamó la atención del scout John Calvert-Toulmin del Manchester United F.C., quien estaba dándole seguimiento al interés del club en los hermanos Fábio y Rafael da Silva. De esta forma, en enero de 2008, firmó su contrato con el Manchester United. Posteriormente, el 6 de febrero de 2008, fue incluido en la plantilla principal de jugadores; adquiriendo la camiseta con número 34 que anteriormente había usado Ryan Shawcross. Al día siguiente, el 7 de febrero de 2008, fue incluido de igual manera en el equipo de reserva del club. Esta última inclusión fue con el fin de que hiciera su primera aparición como jugador del United; realizándola en un partido contra el Manchester City F.C., llevado a cabo el 7 de febrero de 2008 como parte de la Copa de Mánchester. Sin embargo, su debut como titular fue días después, el 14 de febrero de 2008, en un partido contra el Blackburn Rovers F.C. de la FA Premier Reserve League. Durante el resto de la temporada 2007-2008, continuó jugando para el equipo de reserva; incluyendo la final de la Copa de Mánchester, donde anotó un gol contra el Bolton Wanderers F.C. y se proclamó campeón de dicha copa. Después de esta victoria del 12 de mayo de 2008, jugó contra el Liverpool F.C. en la final de la Copa de Lancashire, donde adquirió un campeonato nuevamente.

### Manchester United
El 24 de julio de 2008, seis días antes de haber ganado la Lancashire Cup, Possebon se incorporó a la plantilla principal que jugaría en los partidos de pretemporada. Su primera aparición, como jugador del equipo principal, fue el 26 de julio de 2008; entrando en la final del Desafío Vodacom que se realizó en Pretoria, Sudáfrica. Tras algunos partidos amistosos de la pretemporada, el 17 de agosto de 2008, Possebon hizo su debut competitivo en el equipo principal. En dicho debut, realizado dentro de la FA Premier League, jugó contra el Newcastle United F.C., en calidad de jugador substituto de Ryan Giggs. Su primer partido competitivo, como titular del equipo principal, no fue sino hasta el 23 de septiembre de 2008. En este encuentro, enfrentó al Middlesbrough F.C. en el marco de la Football League Cup; resultando gravemente lesionado al ser tacleado por el capitán Emanuel Pogatetz, quien recibió la expulsión mediante tarjeta roja. Aunque inicialmente se temió que la lesión involucrara una fractura, el personal médico del United confirmó posteriormente lo contrario. A pesar de ello, la lesión causada no le permitió jugar durante un tiempo. Possebon marcó su regreso el 22 de octubre de 2008, tras jugar y anotar un gol en el derby del equipo de reserva contra el Manchester City F.C. Su regreso al juego del equipo principal fue confirmado por Alex Ferguson, y se llevó a cabo un día después, el 11 de noviembre de 2008, en un partido contra el Queens Park Rangers que disputaba la cuarta ronda de la Carling Cup.
Possebon hizo su debut en la FA Cup, el 13 de febrero de 2009, entrando como sustituto en el minuto 72' de Cristiano Ronaldo en el aparato en una quinta ronda con el Derby County. El 1 de marzo de 2009, Possebon ganó su primer trofeo importante en el equipo inglés Manchester United después de que fue parte de la plantilla del Manchester United que venció a Tottenham Hotspur Football Club por 4-2 en penales después de la final de la Copa de la Liga que terminó sin goles.
Possebon se unía al Sporting de Braga en préstamo, inicialmente para toda la duración de la temporada 2009-10. Sin embargo, después de haber caído en desgracia, regresó a Old Trafford en enero, después de hacer una aparición para el club

## Selección nacional
Ha sido internacional con la Selección de fútbol de Brasil Sub-20.

## Clubes
| Club                       | País       | Año         |
| -------------------------- | ---------- | ----------- |
| Manchester United          | Inglaterra | 2008 - 2009 |
| Sporting de Braga (cesión) | Portugal   | 2009 - 2010 |
| Santos (cesión)            | Brasil     | 2010 - 2012 |
| Vicenza                    | Italia     | 2012        |
| Criciúma                   | Brasil     | 2012        |
| Mirassol                   | Brasil     | 2013 - 2015 |
| Al-Riffa SC                | Baréin     | 2015 - 2016 |
| União Recreativa           | Brasil     | 2016        |
| Ho Chi Minh City FC        | Vietnam    | 2017 - 2018 |